# Comté de Kay
Pour les articles homonymes, voir Kay.
Le comté de Kay, en (anglais : Kay County), est un comté situé au nord de l'État de l'Oklahoma aux États-Unis. Le siège du comté est Newkirk mais la plus grande ville est Ponca City. Selon le recensement de 2000, sa population était de 48 080 habitants.

## Comtés adjacents
- Comté de Cowley, Kansas (nord)
- Comté d'Osage (est)
- Comté de Noble (sud)
- Comté de Garfield (sud-ouest)
- Comté de Grant (ouest)

## Principales villes
- Blackwell
- Braman
- Kaw City
- Kildare
- Newkirk
- Ponca City
- Tonkawa